# Салтфьеллет
Салтфьеллет (норв. Saltfjellet) — горная система в фюльке Нурланн в Норвегии, разделяющая два региона Хельгеланд и Сальтен. Также является культурной границей между Южной и Центральной частями Лапландии. Является одним из крупнейших горных хребтов в Норвегии, расположен на границе Полярного круга. Хребет является частью 7 коммун, таких как: Салтдал, Будё, Бейарн и Йильдескол — северная часть хребта; западная часть находится на территории коммун Мелёй и Рёдёй, южная часть — в коммуне Рана.
Самая высокая гора Элфьеллет (норв. Ølfjellet) высотой 1 751 м над уровнем моря. Горы простираются от побережья до границы со Швецией. Ледник Свартисен состоит из двух ледников, разделённых долиной Глумдален и рекой Глумога. Западный Свартисен второй по величине ледник в материковой части Норвегии, является частью Национального парка Салтфьеллет-Свартисен. Также здесь находится много разных ледников. Общая площадь, находящаяся под защитой, составляет 2 587 км. Несколько длинных долин расходятся от гор, Дундерлансдал и Блаккодален простираются на юг, Салтдал и Бейардален — на север. Восточная часть хребта формирует плато с несколькими пологими горами, именно здесь хребет пересекают автомобильная и железная дороги. Западная часть хребта более высокогорная и обрывистая.

## Транспорт
Два транспортных маршрута проходят по территории хребта — скоростная автомобильная трасса Е6 и железнодорожная линия Нурланнсбанен (норв. Nordlandsbanen). Трасса Е6 была открыта в 1937 году, а в 1972 году была заасфальтирована. До 1968 года дорога была закрыта для передвижения зимой. Железнодорожная линия была построена во время Второй мировой войны и открыта в 1947 году.

## Название
Гора названа в честь дистрикта Сальтен, окончание названия происходит от слова fjell, которое означает гора.